# Arsiero
Arsiero (Arsiero in veneto) è un comune italiano di 3 050 abitanti della provincia di Vicenza in Veneto.

## Geografia fisica

### Territorio
Solo due sono le aree pianeggianti nel territorio del comune: quella dove confluiscono i torrenti Astico e Posina e quella intorno all'abitato di Castana, ove confluiscono la valle del Rio Freddo, la Val di Ferro e di Posina. In tutta la parte restante il paesaggio si presenta scosceso e sassoso, accidentato e solcato da valli profonde e boscose.
La parte alta è costituita da monti resi famosi dalla prima guerra mondiale: il Monte Toraro (1897 m), il Monte Campomolon (1853 m), il Monte Cimone (1225 m), che insieme con il Monte Cengio, il Monte Summano e il Pria Forà circonda la conca di Arsiero o di Velo.
Dal punto di vista geologico il territorio è di natura calcarea, con montagne aride e fondovalle abbondante di acque, da sempre sfruttate per l'agricoltura e le attività artigianali, più di recente per alcune attività industriali, oltre che per l'approvvigionamento idrico.
Nella fascia inferiore del territorio i boschi sono prevalentemente di carpino nero, nella parte superiore di faggio, di abete, di pino nero e di larice; più in alto ancora domina il pino mugo.

## Origine del nome
Molte sono le interpretazioni, nessuna delle quali documentata con certezza.
Quella più semplice ed evidente si riferisce ad "ardere" e viene espressa nello stemma del Comune: un tronco d'albero sradicato, incendiato da due fiamme.
Una seconda interpretazione si riferisce al nome latino Arserium, termine che potrebbe derivare da arx cioè "luogo fortificato", "castello"; la ragione di questo nome va ricercata nel fatto che sull'altura dove si innalza la chiesa arcipretale sorgeva in antico un castello; lo conferma un documento datato 15 marzo 1000.
Un'altra possibile origine del nome è quella che derivi dalla parola latina ars aeris ("arte del rame") vista la presenza in loco di due-tre magli di rame.
Giovanni da Schio, nel suo Saggio del dialetto vicentino fornisce un'interpretazione particolare sull'origine del nome Arsiero. Conosceva la traduzione di una frase etrusca: arse verse che significava "guardia al fuoco" e notò che la particella ars era contenuta in molti toponimi posti ai confini dei territori. Questa associazione gli fece ipotizzare che, come Arsiero, fossero antichi posti di guardia ai confini, forse etruschi.

## Storia
Le origini di Arsiero sono incerte. Fu probabilmente abitato in epoca preistorica e quasi certamente in epoca romana.

### Medioevo
Il primo documento che parla di questo paese risale al 975 d.C.
Durante l'Alto Medioevo qui vi fu un importante castello, il castrum Arserii — costruito probabilmente nel X secolo come castello vescovile per difendere la zona dalle scorrerie degli Ungari — di cui nel corso dei secoli ebbero l'investitura i Velo, i Cendinara, i da Lezzo, i della Scala. Esso venne distrutto probabilmente verso la metà del XIV secolo, durante le furiose lotte tra i Padovani e gli Scaligeri sul territorio vicentino. Attorno ad esso esistevano altre fortificazioni minori con compito di vedetta: il castrum Tovi sul monte Tovo, il castello della rocca di Piajo, nei pressi del colle di San Rocco, e quello del monte Campo Azzaron, dove ancora nell'Ottocento, ai tempi del Maccà, esistevano le vestigia di un antico castello.
Alla fine del Duecento l'abitato di Arsiero diede i natali al primo membro conosciuto della famiglia Thiene, un certo Vincenzo del fu Tealdino, che svolgeva, per sua stessa ammissione al momento del testamento, l'attività di usuraio a Thiene e nella campagna circostante.
Nel luglio e nel settembre del 1202 nella chiesa campestre di Sant'Agata di Cogollo, i rappresentanti e i nobili del territorio fissarono i confini e la "regula" dei comuni di Arsiero, Velo, Cogollo, Caltrano, Chiuppano, Camisino e Castelletto di Rotzo. Nel 1262 una sentenza di Andrea Mocenigo stabilì sul Toraro, Campomolon e Campedello — montagne che Arsiero teneva in affitto da Vicenza — i confini con i signori di Beseno.
Nel Trecento, come il resto del territorio vicentino, quello di Arsiero fu sottoposto alla dominazione scaligera e, verso la metà del secolo, sotto l'aspetto amministrativo, al vicariato civile di Schio rimanendo tale sino alla fine del XVIII secolo.

### Epoca moderna
Nel 1448 e nel 1535 Vicenza, il cui emblema era visibile su un palazzo di Arsiero fino ai tempi del Maccà, riconfermò l'investitura sulle montagne.
Durante la guerra della Lega di Cambrai, nel 1507 e 1508 ad Arsiero e a Forni vennero costruiti dei bastioni per ostacolare l'avanzata di Massimiliano I d'Austria, ma nel maggio del 1510, col dilagare al piano degli imperiali, gli abitati vennero saccheggiati.
Nel dicembre del 1643 ad Arsiero divampò un grande incendio: molte case — i tetti allora erano in gran parte ricoperti di paglia — vennero distrutte; questa calamità non fece che accentuare il grave stato di miseria in cui versava la popolazione, ripetutamente colpita dalla peste.

### Epoca contemporanea
Nel 1797, dopo l'arrivo dei francesi, si tenne il primo mercato, poi sospeso per la protesta dei Thienesi, ma nel settembre dell'anno successivo — dopo il passaggio del Veneto agli austriaci in seguito al trattato di Campoformio — venne riaperto definitivamente con cadenza settimanale.
Il periodo delle guerre napoleoniche fu tormentato da grandi carestie ed epidemie, tanto che morirono di fame centinaia di persone; la situazione migliorò dopo il 1815 con il passaggio sotto il Regno Lombardo-Veneto.
Nel 1852 Arsiero ebbe la prima illuminazione pubblica a petrolio e, dopo l'annessione al Regno d'Italia, nel 1872, il primo ufficio postale. Nell'ultimo quarto di secolo nella zona di Schio e in tutto l'Alto Vicentino si svilupparono nuove industrie e migliorò di molto la situazione economica; ad Arsiero sorse e si sviluppò la Cartiera Rossi.
Nel 1882-1889 vi fu il movimento franoso del Brustolè, la parte del monte Priaforà che sovrasta il torrente Posina nella strettoia degli stancari; movimento franoso ricomparso con l'alluvione del 1966.
Il periodo di sviluppo e di relativo benessere venne interrotto dallo scoppio della prima guerra mondiale. Il 18 maggio 1916 Arsiero fu abbandonata e occupata dal 27 maggio al 26 giugno di quell'anno dalle truppe del XX Corpo d'armata austro-ungarico; fu la postazione più avanzata raggiunta dalle forze armate dell'Impero austro-ungarico durante la cosiddetta "offensiva di primavera" o Strafexpedition. Nel tentativo, poi riuscito, di riconquistare il paese, l'abitato fu duramente bombardato dal Regio esercito italiano, che distrusse a cannonate anche il tetto della chiesa arcipretale, mai più ripristinato nella situazione originaria.
Arsiero ritornò italiana alla fine di giugno, dopo che gli austriaci si furono ritirati dal fondovalle per attestarsi su posizioni più sicure e inespugnabili. La popolazione però vi fece ritorno solo ai primi del 1919 per iniziare la ricostruzione degli edifici danneggiati o distrutti. Qualche anno dopo, nel 1925, al centro del Cimitero militare venne anche costruito l'Ossario monumentale con lampada votiva.
Dopo la fine della guerra, spostati i confini con l'annessione del Trentino, il paese cominciò a perdere la sua importanza. Tuttavia ancor oggi, per diversi motivi e servizi — commercio, lavoro, scuola, vicariato diocesano, servizio veterinario, iniziative turistico-culturali — gravitano su Arsiero i paesi dell'Unione montana Alto Astico e dell'Unione montana Pasubio Alto Vicentino.
Durante la seconda guerra mondiale otto famiglie di profughi ebrei (23 adulti e 7 minori) furono internate ad Arsiero. Dopo l'8 settembre 1943 giunse ai carabinieri l'ordine di arresto, che fu eseguito nel dicembre successivo per 9 ebrei ancora presenti in paese (la maggior parte degli internati si era data irreperibile gia' nell'ottobre, riparando in Svizzera). Sei degli arrestati furono deportati a fine gennaio 1944 ad Auschwitz, dove trovarono la morte. I 3 rilasciati in quanto ritenuti membri di famiglia "mista" fuggirono anch'essi in Svizzera.
Il territorio del comune continuò ad essere teatro di tragici eventi soprattutto legati alla guerra civile. Si ricordano in particolare la fucilazione di 6 partigiani catturati al termine dello scontro a località Cuso ed al ponte di Pontare nel comune di Zanè, avvenuta il 27 aprile 1945. A guerra terminata poi, il 19 maggio 1945 ha avuto luogo la strage di Costalonga, in cui nell'omonima località un gruppo di ex partigiani forlivesi uccise 12 militi della Brigata Nera "Capanni", dopo averli prelevati da Thiene ove erano incarcerati.
Nel 1944 l'oratorio di San Rocco venne fatto saltare dai partigiani.
Nel secondo dopoguerra, un avvenimento di particolare rilievo fu l'alluvione del 4 novembre 1966, che arrecò danni non indifferenti all'assetto del territorio e alle industrie della zona.

### Simboli
Lo stemma, privo di formale decreto di concessione, è d'azzurro, al tronco d'albero sradicato, incendiato, accostato da due fiamme di rosso, sostenuti da una terrazza d'oro.
Il gonfalone è un drappo di azzurro.

### Onorificenze
Il comune è decorato della Croce al merito di guerra concessa con regio decreto n. 205 del 19 gennaio 1918.

## Monumenti e luoghi d'interesse

### Architetture religiose
- Chiesa arciprete di San Michele Arcangelo, ad Arsiero

- Chiesa di Santa Maria dell'Angiadura, ad Arsiero

Situata nei pressi dei cimitero, era la chiesa del primitivo borgo di Arsiero e servì saltuariamente come parrocchiale. È ricordata fra le chiese vicentine in un elenco della prima metà del XV secolo; ha quattro altari ed è in stile romanico. Sul frontale l'iscrizione 1945 segna la data dell'ultima significativa ristrutturazione.
In epoca napoleonica si tentò di asportarne le due campanelle; erano già sui carri, ma il popolo intervenne e riuscì a evitare la rapina. Si racconta che il sindaco, afferrato per il codino, sfuggì a malapena al linciaggio da parte delle donne infuriate.
- Chiesa di San Pietro, a Castana

Fu costruita dagli abitanti di Castana e Tovo dietro licenza ottenuta il 29 dicembre 1797; fu benedetta nel novembre 1803. La frazione contava allora 600 anime e il rettore della chiesa veniva mantenuto dalla comunità. Ottenne di conservare il Santissimo nel 1884 e nel 1910 ebbe il fonte battesimale. Distrutta nel primo conflitto, fu ricostruita nel 1925. Tre anni dopo fu dotata di cimitero. Staccata da Arsiero, da curazia fu eretta parrocchia nel 1957.
- Oratorio di San Rocco, in località Piaggio

Costruito nel 1576 alla fine della pestilenza, sembra nel luogo della massima espansione del morbo, fu custodito da eremiti fino alla fine dell'Ottocento. Fu restaurato nel 1630 per un'altra epidemia della peste. La cappella-atrio davanti alla chiesetta venne costruita nel 1836 anche per riparare i viandanti sulla strada di Posina in caso di maltempo.
L'oratorio venne gravemente danneggiato dagli eventi bellici della prima guerra mondiale e ricostruito nel primo dopoguerra. La notte del 29 giugno 1944 fu fatto saltare in aria dai partigiani in una discutibile azione; tanto che fu ricostruito nel 1959 anche grazie a contributi pubblici. Sembra che all'interno fossero stati depositati degli esplosivi dell'organizzazione TODT, tuttavia rimane il dubbio visto che a poche decine di metri esistono le fortificazioni della Batteria San Rocco risalenti alla grande guerra, certamente più adatte allo scopo. Fu infine restaurato nel 1962. Un'antica statua di San Rocco, "protettore della villa", è stata collocata nel restaurato palazzo del Centro Servizi Sociali di Arsiero.
- Oratorio di Maria Ausiliatrice, in frazione Scalini

Costruito nel secondo dopoguerra.

### Altri luoghi d'interesse
Tutto il territorio arsierese presenta un grande valore paesaggistico e storico; è possibile effettuare numerose camminate ed escursioni sia nel fondovalle sia sulla montagna, dove gli itinerari legati alla prima guerra mondiale sono molti e, soprattutto, si trovano innumerevoli resti di fortini, ricoveri e cimiteri risalenti al dominio della Serenissima.

### Percorsi naturalistico-escursionistici
- Passeggiata fino alla collina di San Rocco

Con vista panoramica e il bosco di pino mugo
- Giro per gli Stancari e la gola della Strenta
- Passeggiata fino alla villa Montanina di Velo d'Astico, residenza del poeta Antonio Fogazzaro
- Camminata fino alle "torri del Caldogno per il Ponte della Pria" e l'orrido del "sitòn", sulla valle dell'Astico verso Barcarola
- Camminate fino alla cima dei monti Caviojo e all'ossario del monte Cimone percorrendo la famosa strada degli Alpini
- Pria

Posta tra Arsiero e Barcarola, è una delle località più belle e caratteristiche della Val d'Astico, frequentata soprattutto nel periodo estivo "per un tuffo nell'Astico", con una presenza stagionale di migliaia di persone.

### Monumenti di pregnanza storica
- Cimitero militare monumentale di Arsiero

- Rifugio "Ottorino Vettori" di M. Caviojo

Raggiungibile soltanto a piedi o da Arsiero per le casematte dei "Bugni" o dall'Ossario del Cimone, scendendo per la "mina", percorrendo sentieri praticabili, anche se talora piuttosto erti. Al Caviojo si può salire anche da Scalini o da Valpegara lungo Val di Valezza.
Il rifugio è stato dedicato alla memoria di un sedicenne caduto lassù in un incidente di montagna e sorge là dove nel 1900 era stata collocata una statua del Redentore, oggi sostituita da una grande croce di ferro visibile dal fondovalle. Il rifugio, in legno, nel 1980 fu ricostruito in cemento armato. Dal Caviojo,"terrazza nel vuoto, spuntone di roccia a 1100 metri, vedetta avanzata nel cuore della Valdastico" si spazia con una visuale di 360°.
- Forte Casa Ratti

Il forte si trova ai piedi del Monte Cimone a quota m. 350, sulla destra dell'Astico; si raggiunge da Case Ratti in un quarto d'ora a piedi, imboccando la suggestiva e piacevole strada del Forte.
- Forte Campomolon (m. 1853)

La costruzione del forte fu iniziata nel 1912 e per realizzarla fu costruita la strada che va dalla Val di Riofreddo fino a Forcella di Valbona. Nel 1914 era quasi finita, mancavano solo le cupole d'acciaio commissionate alla Germania e che, con lo scoppio della guerra, non giunsero mai. In tali condizioni l'opera venne meno al suo scopo difensivo e la sua funzione si ridusse a quella di osservatorio e di ricovero per le truppe e le munizioni.
Durante la Strafexpedition il forte fu fatto saltare dagli italiani. La visita al forte è interessante sia per quanto è possibile vedere dalle rovine, sia per il panorama vastissimo che da lassù si può cogliere.
Per salire al forte: da Arsiero alla Valle del Riofreddo fino al bivio di Crosara, poi a sinistra fino a Busati Grisi e di qui per strada bianca al rifugio Rumor, distante dal Forte 20' circa a piedi.

## Società

### Evoluzione demografica
Abitanti censiti

## Cultura

### Istruzione
Nel capoluogo vi è la Biblioteca civica, che fa parte della rete di biblioteche vicentine "Biblioinrete", insieme alla maggior parte della biblioteche appartenenti alla Rete Bibliotecaria Vicentina.
Ad Arsiero, nel capoluogo, vi sono una scuola dell'infanzia (A. Rossi),un asilo nido (E. Rossi), una scuola primaria e una scuola secondaria di primo grado (P. Marocco), tutte statali.

## Geografia antropica
Frazione di Arsiero è Castana. Altre località sono: Scalini, Valpegari, Cartiera di Mezzo, Bedini, Busati, Crissi, Crosara, Peralto, Valsondrà, Valoje, Bugni.

## Economia
Fino agli ultimi decenni dell’Ottocento gran parte della popolazione viveva esclusivamente dei prodotti della terra e solo una piccola parte si dedicava all'artigianato - lana, carta, legno, marmo, ferro e rame, mulini - che ad Arsiero e nella Valle del Posina vanta origini antichissime, grazie all'abbondanza delle acque e delle materie prime. Il ferro ad esempio fin dai tempi dell'impero romano veniva estratto sull'altopiano di Tonezza e nel XIII secolo anche sul Monte Toraro.
Antiche aziende erano sorte lungo il torrente Posina: la cartiera Braselli, operante già dal 1594 e dotata di "rode cinque", la cartiera dei conti Velo del 1665 con "quattro rode" e quella di Bernardino Tomitano nella contrà di Sotto Santa Maria, con "tre rode e folletto" del 1671. I diritti delle acque di questi opifici, come quelli dei magli e dei mulini delle altre ditte vennero acquistati in parte e unificati nella seconda metà dell’Ottocento da Alessandro Rossi che realizzò nel 1873 il Consorzio della Fabbrica della Carta di Arsiero; qualche anno dopo, nel 1878, suo figlio, Francesco Rossi, costituì la Cartiera Rossi. Con questa grande azienda l'economia e la vita del paese subirono un radicale cambiamento: nel giro di pochi anni trovarono lavoro 1300 operai e una cinquantina di impiegati, tanto da assorbire tutta la manodopera locale e parte di quella dei paesi vicini, per cui l'unica grande aspirazione di un giovane era "andare in cartiera".
Dopo la prima guerra mondiale l'attività industriale venne ridimensionata e un'altissima percentuale di operai, soprattutto della vallata del Posina, emigrò nelle Americhe. L’emigrazione continuò anche dopo la seconda guerra mondiale, questa volta verso altri paesi europei. Molti degli emigranti, dopo alcuni anni, ritornarono e impiegarono i risparmi ottenuti nell’acquisto di terreni o di case, soprattutto nelle zone di pianura dell’Alto Vicentino, mentre le contrade in posizione più elevata rimasero deserte.
Negli ultimi tempi nessuna famiglia vive più di sola agricoltura che, mancando le grandi proprietà, resta un’attività secondaria. Ad Arsiero oggi l'artigianato conta una cinquantina di ditte impegnate nel settore dei mobili, dei serramenti in legno e in ferro, dell'edilizia, della tipografia, dell'artigianato di servizio e di quello del rame.
Nell'industria operano la Cartotecnica Rossi, la Thermorossi produttrice di caldaie, la Siderforgerossi con prodotti metallurgici. Alcune ditte, importanti a livello internazionale, si sono invece spostate verso le città di pianura come Thiene, Schio e Vicenza, dove vanno a lavorare anche molti operai pendolari arsieresi.

## Infrastrutture e trasporti
Il centro abitato è situato lungo la Strada statale 350 di Folgaria e di Val d'Astico che collega Calliano a Schio, lungo la quale il trasporto pubblico è assicurato dalla Società Vicentina Trasporti (SVT).

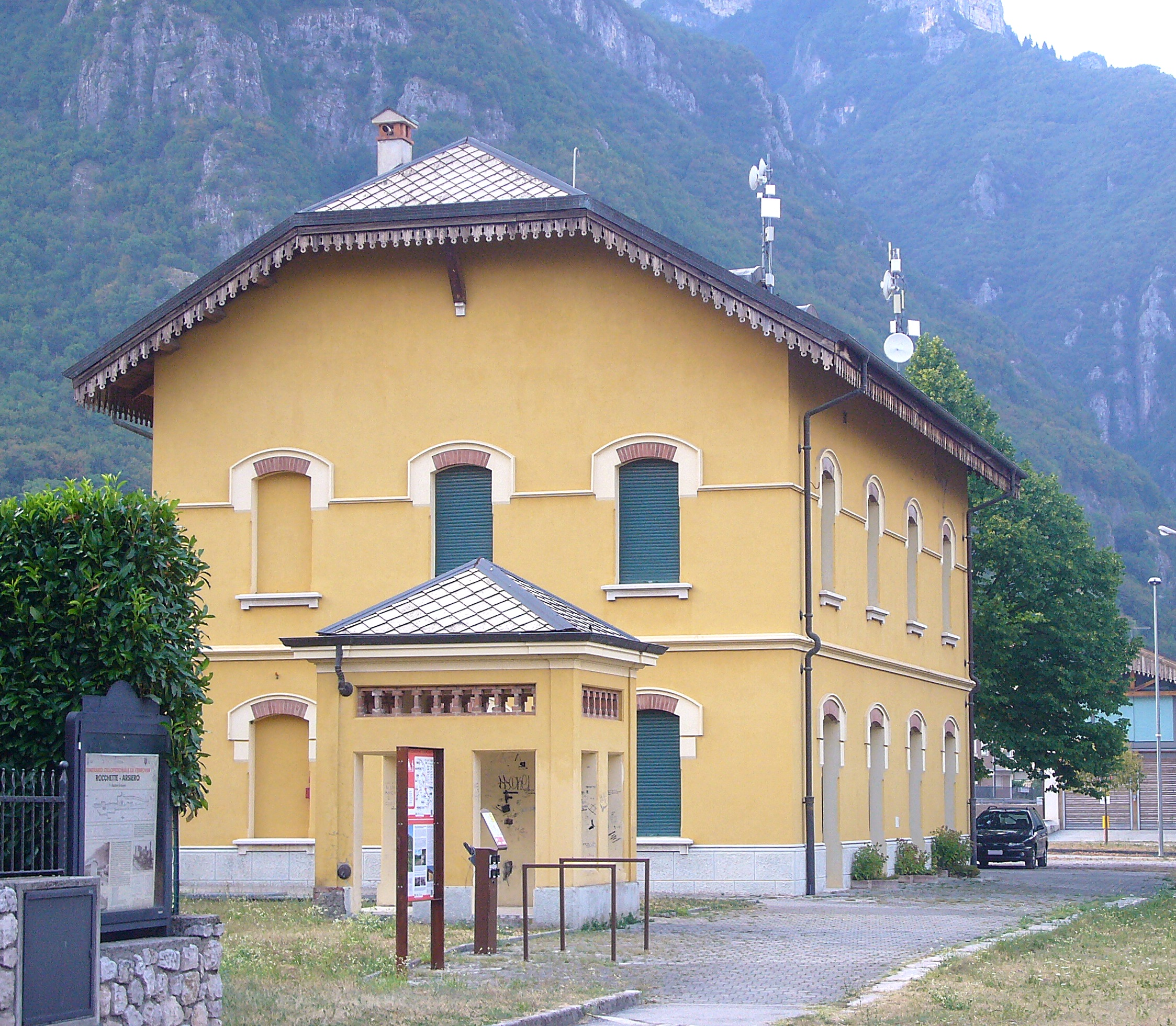
L'ex stazione ferroviaria

Dal 1961 Arsiero è collegato direttamente a Tonezza e all'altopiano dei Fiorentini, mediante la moderna strada chiamata "Direttissima" inaugurata dal presidente della repubblica Giovanni Gronchi
. Da essa, subito dopo il centro abitato, si diparte il tronco stradale che dal versante di San Rocco porta a Posina, a Laghi e alle contrade del comune di Arsiero.
Fino al 1964 Arsiero era collegato a Piovene Rocchette con una linea ferroviaria a scartamento ridotto percorso da una littorina, che ha notevolmente contribuito allo sviluppo industriale della zona.

## Amministrazione
| Periodo | Periodo   | Primo cittadino      | Partito                            | Carica  | Note |
| ------- | --------- | -------------------- | ---------------------------------- | ------- | ---- |
| 1945    | 1945      | Mario Pittarello     |                                    | Sindaco |      |
| 1945    | 1947      | Giovanni Fabrello    | DC                                 | Sindaco |      |
| 1948    | 1951      | Giulio Sberze        | DC                                 | Sindaco |      |
| 1952    | 1956      | Stefano Lazzarotto   | DC                                 | Sindaco |      |
| 1956    | 1964      | Tullio Celetti       | DC                                 | Sindaco |      |
| 1964    | 1970      | Angelo Bevardo       | DC                                 | Sindaco |      |
| 1970    | 1980      | Marcello Borgo       | DC                                 | Sindaco |      |
| 1980    | 1985      | Lorenzo Meneghini    | DC                                 | Sindaco |      |
| 1985    | 1990      | Luciano Artuso       | DC                                 | Sindaco |      |
| 1990    | 1995      | Gian Antonio Fontana | DC                                 | Sindaco |      |
| 1995    | 2004      | Giancarlo Gaspani    | lista civica                       | Sindaco |      |
| 2004    | 2014      | Tiziano Busato       | centrodestra                       | Sindaco |      |
| 2014    | 2019      | Tiziana Occhino      | centrosinistra Arsìero Sìamo       | Sindaco |      |
| 2019    | in carica | Cristina Meneghini   | centrodestra Lavoriamo per Arsiero | Sindaco |      |